# Ster van Bessèges 2016
De 46e editie van de wielerwedstrijd Ster van Bessèges werd verreden van 3 tot en met 7 februari 2016 met start in Bellegarde en finish in Alès. De ronde maakt deel uit van de UCI Europe Tour 2016, in de categorie 2.1. De wedstrijd werd gewonnen door de Fransman Jérôme Coppel, die Bob Jungels op de erelijst opvolgde.

## Deelnemende ploegen
| WorldTour        | ProContinentaal              | Continentaal                          |
| ---------------- | ---------------------------- | ------------------------------------- |
| AG2R La Mondiale | Cofidis                      | Armée de Terre                        |
| FDJ              | Delko Marseille Provence KTM | HP BTP-Auber 93                       |
| IAM Cycling      | Direct Énergie               | Roubaix Métropole européenne de Lille |
| Lotto Soudal     | Fortuneo-Vital Concept       | An Post-Chain Reaction                |
|                  | Caja Rural-Seguros RGA       | Veranclassic-Ago                      |
|                  | Roth                         | Vérandas Willems                      |
|                  | Topsport Vlaanderen-Baloise  | Wallonie Bruxelles-Group Protect      |
|                  | Wanty-Groupe Gobert          |                                       |

## Etappe-overzicht
| etappe | datum      | start      | finish           | type                | afstand | winnaar          | klassementsleider |
| ------ | ---------- | ---------- | ---------------- | ------------------- | ------- | ---------------- | ----------------- |
| 1e     | 3 februari | Bellegarde | Beaucaire        | Heuvelrit           | 156 km  | Bryan Coquard    | Bryan Coquard     |
| 2e     | 4 februari | Nîmes      | Méjannes-le-Clap | Heuvelrit           | 153 km  | Bryan Coquard    | Bryan Coquard     |
| 3e     | 5 februari | Bessèges   | Bessèges         | Heuvelrit           | 152 km  | Sylvain Chavanel | Sylvain Chavanel  |
| 4e     | 6 februari | Tavel      | Laudun-l'Ardoise | Heuvelrit           | 148 km  | Ángel Madrazo    | Sylvain Chavanel  |
| 5e     | 7 februari | Alès       | Alès             | Individuele tijdrit | 12 km   | Jérôme Coppel    | Jérôme Coppel     |

## Etappe-uitslagen

### 1e etappe
| Bellegarde - Beaucaire (156 km) |                     |                                       |          |
| Plaats                          | Naam                | Ploeg                                 | Tijd     |
| Winnaar                         | Bryan Coquard       | Direct Énergie                        | 3u25'38" |
| 2                               | Timothy Dupont      | Vérandas Willems                      | z.t.     |
| 3                               | Antoine Demoitié    | Wanty-Groupe Gobert                   | z.t.     |
| 4                               | Rudy Barbier        | Roubaix Métropole européenne de Lille | z.t.     |
| 5                               | Baptiste Planckaert | Wallonie Bruxelles-Group Protect      | z.t.     |
| 6                               | Bert Van Lerberghe  | Topsport Vlaanderen-Baloise           | z.t.     |
| 7                               | Anthony Maldonado   | HP BTP-Auber 93                       | z.t.     |
| 8                               | Justin Jules        | Veranclassic-Ago                      | z.t.     |
| 9                               | Arnaud Démare       | FDJ                                   | z.t.     |
| 10                              | Nicolas Vereecken   | An Post-Chain Reaction                | z.t.     |
|                                 |                     |                                       |          |
| 62                              | Jasper Bovenhuis    | An Post-Chain Reaction                | z.t.     |

| Algemeen klassement |                     |                                       |          |
| Plaats              | Naam                | Ploeg                                 | Tijd     |
| Oranje trui         | Bryan Coquard       | Direct Énergie                        | 3u25'28" |
| 2                   | Timothy Dupont      | Vérandas Willems                      | + 4"     |
| 3                   | Antoine Demoitié    | Wanty-Groupe Gobert                   | + 6"     |
| 4                   | Tony Gallopin       | Lotto Soudal                          | + 7"     |
| 5                   | Sean De Bie         | Lotto Soudal                          | + 9"     |
| 6                   | Rudy Barbier        | Roubaix Métropole européenne de Lille | + 10"    |
| 7                   | Baptiste Planckaert | Wallonie Bruxelles-Group Protect      | z.t.     |
| 8                   | Bert Van Lerberghe  | Topsport Vlaanderen-Baloise           | z.t.     |
| 9                   | Anthony Maldonado   | HP BTP-Auber 93                       | z.t.     |
| 10                  | Justin Jules        | Veranclassic-Ago                      | z.t.     |
|                     |                     |                                       |          |
| 61                  | Jasper Bovenhuis    | An Post-Chain Reaction                | z.t.     |

### 2e etappe
| Nîmes - Méjannes-le-Clap (153 km) |                    |                             |          |
| Plaats                            | Naam               | Ploeg                       | Tijd     |
| Winnaar                           | Bryan Coquard      | Direct Énergie              | 3u51'23" |
| 2                                 | Matteo Pelucchi    | IAM Cycling                 | z.t.     |
| 3                                 | Dimitri Claeys     | Wanty-Groupe Gobert         | z.t.     |
| 4                                 | Bert Van Lerberghe | Topsport Vlaanderen-Baloise | z.t.     |
| 5                                 | Arnaud Démare      | FDJ                         | z.t.     |
| 6                                 | Romain Feillu      | HP BTP-Auber 93             | z.t.     |
| 7                                 | Antoine Demoitié   | Wanty-Groupe Gobert         | z.t.     |
| 8                                 | Adrien Petit       | Direct Énergie              | z.t.     |
| 9                                 | Mickaël Delage     | FDJ                         | z.t.     |
| 10                                | Nicolas Vereecken  | An Post-Chain Reaction      | z.t.     |
|                                   |                    |                             |          |
| 72                                | Jasper Bovenhuis   | An Post-Chain Reaction      | z.t.     |

| Algemeen klassement |                    |                             |          |
| Plaats              | Naam               | Ploeg                       | Tijd     |
| Oranje trui         | Bryan Coquard      | Direct Énergie              | 7u16'41" |
| 2                   | Dimitri Claeys     | Wanty-Groupe Gobert         | + 13"    |
| 3                   | Timothy Dupont     | Vérandas Willems            | + 14"    |
| 4                   | Matteo Pelucchi    | IAM Cycling                 | z.t.     |
| 5                   | Antoine Demoitié   | Wanty-Groupe Gobert         | + 16"    |
| 6                   | Tony Gallopin      | Lotto Soudal                | + 17"    |
| 7                   | Kai Reus           | Vérandas Willems            | + 18"    |
| 8                   | Sean De Bie        | Lotto Soudal                | + 19"    |
| 9                   | Bert Van Lerberghe | Topsport Vlaanderen-Baloise | + 20"    |
| 10                  | Arnaud Démare      | FDJ                         | z.t.     |

### 3e etappe
| Bessèges - Bessèges (152 km) |                     |                                  |          |
| Plaats                       | Naam                | Ploeg                            | Tijd     |
| Winnaar                      | Sylvain Chavanel    | Direct Énergie                   | 3u40'06" |
| 2                            | Tony Gallopin       | Lotto Soudal                     | z.t.     |
| 3                            | Arthur Vichot       | FDJ                              | z.t.     |
| 4                            | Sébastien Delfosse  | Wallonie Bruxelles-Group Protect | z.t.     |
| 5                            | Jérôme Cousin       | Cofidis                          | z.t.     |
| 6                            | Romain Hardy        | Cofidis                          | z.t.     |
| 7                            | Fabricio Ferrari    | Caja Rural-Seguros RGA           | z.t.     |
| 8                            | Flavien Dassonville | HP BTP-Auber 93                  | z.t.     |
| 9                            | Boris Dron          | Wanty-Groupe Gobert              | z.t.     |
| 10                           | Maxime Cam          | Fortuneo-Vital Concept           | z.t.     |
|                              |                     |                                  |          |
| 24                           | Jasper Bovenhuis    | An Post-Chain Reaction           | + 2'46"  |

| Algemeen klassement |                     |                                  |           |
| Plaats              | Naam                | Ploeg                            | Tijd      |
| Oranje trui         | Sylvain Chavanel    | Direct Énergie                   | 10u56'53" |
| 2                   | Tony Gallopin       | Lotto Soudal                     | + 2"      |
| 3                   | Arthur Vichot       | FDJ                              | + 9"      |
| 4                   | Boris Dron          | Wanty-Groupe Gobert              | + 11"     |
| 5                   | Jérôme Cousin       | Cofidis                          | + 12"     |
| 6                   | Angélo Tulik        | Direct Énergie                   | + 14"     |
| 7                   | Anthony Delaplace   | Fortuneo-Vital Concept           | z.t.      |
| 8                   | Antoine Warnier     | Wallonie Bruxelles-Group Protect | z.t.      |
| 9                   | Flavien Dassonville | HP BTP-Auber 93                  | z.t.      |
| 10                  | Hubert Dupont       | AG2R La Mondiale                 | z.t.      |
|                     |                     |                                  |           |
| 27                  | Jasper Bovenhuis    | An Post-Chain Reaction           | + 3'00"   |

### 4e etappe
| Tavel - Laudun-l'Ardoise (148 km) |                     |                                       |          |
| Plaats                            | Naam                | Ploeg                                 | Tijd     |
| Winnaar                           | Ángel Madrazo       | Caja Rural-Seguros RGA                | 3u35'18" |
| 2                                 | Evaldas Šiškevičius | Delko Marseille Provence KTM          | + 2"     |
| 3                                 | Dieter Bouvry       | Roubaix Métropole européenne de Lille | + 4"     |
| 4                                 | Frédéric Brun       | Fortuneo-Vital Concept                | + 7"     |
| 5                                 | Jacob Scott         | An Post-Chain Reaction                | + 11"    |
| 6                                 | Thomas Rostollan    | Armée de Terre                        | z.t.     |
| 7                                 | Timothy Dupont      | Vérandas Willems                      | + 13"    |
| 8                                 | Sylvain Chavanel    | Direct Énergie                        | z.t.     |
| 9                                 | Romain Feillu       | HP BTP-Auber 93                       | z.t.     |
| 10                                | Baptiste Planckaert | Wallonie Bruxelles-Group Protect      | z.t.     |
|                                   |                     |                                       |          |
| 29                                | Jasper Bovenhuis    | An Post-Chain Reaction                | z.t.     |

| Algemeen klassement |                     |                                  |           |
| Plaats              | Naam                | Ploeg                            | Tijd      |
| Oranje trui         | Sylvain Chavanel    | Direct Énergie                   | 10u56'53" |
| 2                   | Tony Gallopin       | Lotto Soudal                     | + 2"      |
| 3                   | Arthur Vichot       | FDJ                              | + 9"      |
| 4                   | Jérôme Cousin       | Cofidis                          | + 12"     |
| 5                   | Anthony Delaplace   | Fortuneo-Vital Concept           | + 14"     |
| 6                   | Pierre-Roger Latour | AG2R La Mondiale                 | z.t.      |
| 7                   | Dries Devenyns      | IAM Cycling                      | z.t.      |
| 8                   | Thibaut Pinot       | FDJ                              | z.t.      |
| 9                   | Romain Hardy        | Cofidis                          | z.t.      |
| 10                  | Sébastien Delfosse  | Wallonie Bruxelles-Group Protect | z.t.      |
|                     |                     |                                  |           |
| 30                  | Jasper Bovenhuis    | An Post-Chain Reaction           | + 3'00"   |

### 5e etappe
| Alès - Alès (12 km (ITT)) |                        |                        |         |
| Plaats                    | Naam                   | Ploeg                  | Tijd    |
| Winnaar                   | Jérôme Coppel          | IAM Cycling            | 16'48"  |
| 2                         | Thibaut Pinot          | FDJ                    | + 14"   |
| 3                         | Jean-Christophe Péraud | AG2R La Mondiale       | + 15"   |
| 4                         | Tony Gallopin          | Lotto Soudal           | + 25"   |
| 5                         | Sylvain Chavanel       | Direct Énergie         | + 30"   |
| 6                         | Dries Devenyns         | IAM Cycling            | + 33"   |
| 7                         | Arthur Vichot          | FDJ                    | z.t.    |
| 8                         | Pierre-Roger Latour    | AG2R La Mondiale       | + 40"   |
| 9                         | Sander Armée           | Lotto Soudal           | z.t.    |
| 10                        | Maxime Monfort         | Lotto Soudal           | + 43"   |
|                           |                        |                        |         |
| 42                        | Jasper Bovenhuis       | An Post-Chain Reaction | + 1'25" |

## Eindklassementen
| Plaats      | Naam                   | Ploeg                                 | Tijd      |
| ----------- | ---------------------- | ------------------------------------- | --------- |
| Oranje trui | Jérôme Coppel          | IAM Cycling                           | 14u49'26" |
| 2           | Tony Gallopin          | Lotto Soudal                          | + 13"     |
| 3           | Thibaut Pinot          | FDJ                                   | + 14"     |
| 4           | Sylvain Chavanel       | Direct Énergie                        | + 16"     |
| 5           | Arthur Vichot          | FDJ                                   | + 28"     |
| 6           | Dries Devenyns         | IAM Cycling                           | + 33"     |
| 7           | Pierre-Roger Latour    | AG2R La Mondiale                      | + 40"     |
| 8           | Maxime Monfort         | Lotto Soudal                          | + 49"     |
| 9           | Anthony Delaplace      | Fortuneo-Vital Concept                | + 53"     |
| 10          | Julien Antomarchi      | Roubaix Métropole européenne de Lille | + 1'00"   |
| 11          | Sébastien Delfosse     | Wallonie Bruxelles-Group Protect      | + 1'05"   |
| 12          | Jérôme Cousin          | Cofidis                               | + 1'10"   |
| 13          | Boris Dron             | Wanty-Groupe Gobert                   | + 1'26"   |
| 14          | Antoine Warnier        | Wallonie Bruxelles-Group Protect      | + 1'35"   |
| 15          | Maxime Cam             | Fortuneo-Vital Concept                | + 1'36"   |
| 16          | Romain Hardy           | Cofidis                               | + 1'37"   |
| 17          | Jean-Christophe Péraud | AG2R La Mondiale                      | + 1'42"   |
| 18          | Angélo Tulik           | Direct Énergie                        | + 1'50"   |
| 19          | Hubert Dupont          | AG2R La Mondiale                      | + 1'56"   |
| 20          | Fabricio Ferrari       | Caja Rural-Seguros RGA                | + 2'00"   |
|             |                        |                                       |           |
| 32          | Jasper Bovenhuis       | An Post-Chain Reaction                | + 4'11"   |

| Plaats    | Naam             | Ploeg                  | Punten |
| --------- | ---------------- | ---------------------- | ------ |
| Gele trui | Bryan Coquard    | Direct Énergie         | 54     |
| 2         | Ángel Madrazo    | Caja Rural-Seguros RGA | 43     |
| 3         | Sylvain Chavanel | Direct Énergie         | 41     |
|           |                  |                        |        |
| 5         | Timothy Dupont   | Vérandas Willems       | 33     |
| 33        | Kai Reus         | Vérandas Willems       | 4      |

| Plaats      | Naam            | Ploeg            | Punten |
| ----------- | --------------- | ---------------- | ------ |
| Blauwe trui | Roland Thalmann | Roth             | 18     |
| 2           | Jérôme Coppel   | IAM Cycling      | 16     |
| 3           | Thibaut Pinot   | FDJ              | 16     |
|             |                 |                  |        |
| 11          | Kai Reus        | Vérandas Willems | 6      |
| 13          | Dries Devenyns  | IAM Cycling      | 4      |

| Plaats     | Naam                | Ploeg                            | Punten    |
| ---------- | ------------------- | -------------------------------- | --------- |
| Witte trui | Pierre-Roger Latour | AG2R La Mondiale                 | 14u50'06" |
| 2          | Antoine Warnier     | Wallonie Bruxelles-Group Protect | + 55"     |
| 3          | Jacob Scott         | An Post-Chain Reaction           | + 3'29"   |

| Plaats | Ploeg            | Tijd      |
| ------ | ---------------- | --------- |
|        | FDJ              | 44u31'11" |
| 2      | AG2R La Mondiale | + 1'00"   |
| 3      | IAM Cycling      | + 1'20"   |
|        |                  |           |
| 4      | Lotto Soudal     | + 2'29"   |

## Klassementenverloop
| Etappe       | Winnaar          | Algemeen klassement · | Puntenklassement · | Bergklassement · | Jongerenklassement · | Ploegenklassement · |
| ------------ | ---------------- | --------------------- | ------------------ | ---------------- | -------------------- | ------------------- |
| 1            | Bryan Coquard    | Bryan Coquard         | Bryan Coquard      | Roland Thalmann  | Anthony Turgis       | Direct Énergie      |
| 2            | Bryan Coquard    | Bryan Coquard         | Bryan Coquard      | Roland Thalmann  | Dylan Page           | Direct Énergie      |
| 3            | Sylvain Chavanel | Sylvain Chavanel      | Bryan Coquard      | Jérôme Cousin    | Antoine Warnier      | FDJ                 |
| 4            | Ángel Madrazo    | Sylvain Chavanel      | Bryan Coquard      | Roland Thalmann  | Pierre-Roger Latour  | FDJ                 |
| 5            | Jérôme Coppel    | Jérôme Coppel         | Bryan Coquard      | Roland Thalmann  | Pierre-Roger Latour  | FDJ                 |
| 0Eindstanden | 0Eindstanden     | Jérôme Coppel         | Bryan Coquard      | Roland Thalmann  | Pierre-Roger Latour  | FDJ                 |

1971 · 1972 · 1973 · 1974 · 1975 · 1976 · 1977 · 1978 · 1979 · 1980 · 1981 · 1982 · 1983 · 1984 · 1985 · 1986 · 1987 · 1988 · 1989 · 1990 · 1991 · 1992 · 1993 · 1994 · 1995 · 1996 · 1997 · 1998 · 1999 · 2000 · 2001 · 2002 · 2003 · 2004 · 2005 · 2006 · 2007 · 2008 · 2009 · 2010 · 2011 · 2012 · 2013 · 2014 · 2015 · 2016 · 2017 · 2018 · 2019 · 2020 · 2021 · 2022 · 2023 · 2024 · 2025
Etappewedstrijden

 Ster van Bessèges · 
 Ronde van Valencia · 
 La Méditerranéenne · 
 Ronde van de Algarve · 
 Ruta del Sol · 
 Ronde van de Haut-Var · 
 Ronde van de Provence · 
 Driedaagse van West-Vlaanderen · 
 Internationale Wielerweek · 
 Internationaal Wegcriterium · 
 Driedaagse van De Panne-Koksijde · 
 Ronde van de Sarthe · 
 Ronde van Castilië en León · 
 Ronde van Trentino · 
 Ronde van Kroatië · 
 Ronde van Turkije · 
 Ronde van Yorkshire · 
 Ronde van Asturië · 
 Ronde van Azerbeidzjan · 
 Vierdaagse van Duinkerke · 
 Ronde van Madrid · 
 Ronde van Picardië · 
 Ronde van Cova da Beira · 
 Ronde van Noorwegen · 
 World Ports Classic · 
 Ronde van België · 
 Ronde van Estland · 
 Ronde van Luxemburg · 
 Boucles de la Mayenne · 
 Ster ZLM Toer · 
 Ronde van Slovenië · 
 Ronde van Oostenrijk · 
 Sibiu Cycling Tour · 
 Ronde van Rhône Alpes-Valromey · 
 Ronde van Wallonië · 
 Ronde van Denemarken · 
 Ronde van Portugal · 
 Ronde van Burgos · 
 Ronde van Gévaudan Languedoc-Roussillon · 
 Ronde van de Ain · 
 Ronde van Tsjechië · 
 Arctic Race of Norway · 
 Ronde van de Limousin · 
 Ronde van Poitou-Charentes · 
 Tour des Fjords · 
 Ronde van Groot-Brittannië · 
 Ronde van Toscane · 
 Eurométropole Tour
Eendaagse wedstrijden

 Trofeo Felanitx-Ses Salines-Campos-Porreres · 
 Trofeo Pollença-Port de Andratx · 
 Trofeo Serra de Tramuntana · 
 Trofeo Playa de Palma-Palma · 
 GP La Marseillaise · 
 Grote Prijs van de Etruskische Kust · 
 Ronde van Murcia · 
 Clásica de Almería · 
 Trofeo Laigueglia · 
 Omloop Het Nieuwsblad · 
 Classic Sud Ardèche · 
 GP Lugano · 
 Kuurne-Brussel-Kuurne · 
 La Drôme Classic · 
 Le Samyn · 
 Strade Bianche · 
 GP Industria & Artigianato · 
 Ronde van Drenthe · 
 Nokere Koerse · 
 GP Nobili Rubinetterie · 
 Handzame Classic · 
 Classic Loire-Atlantique · 
 Grote Prijs van Cholet-Pays de Loire · 
 Dwars door Vlaanderen · 
 Route Adélie de Vitré · 
 Grote Prijs Miguel Indurain · 
 Volta Limburg Classic · 
 Ronde van La Rioja · 
 Parijs-Camembert · 
 Scheldeprijs · 
 Klasika Primavera · 
 Brabantse Pijl · 
 GP Denain · 
 Ronde van de Finistère · 
 Ronde van de Apennijnen · 
 Tro-Bro Léon · 
 La Roue Tourangelle · 
 Rund um den Finanzplatz Eschborn-Frankfurt · 
 Velothon Wales · 
 Grote Prijs van de Somme · 
 Grote Prijs van Plumelec · 
 Boucles de l'Aulne  · 
 Velothon Berlin · 
 GP Kanton Aargau · 
 Ronde van Keulen · 
 Ronde van Limburg · 
 Velothon Copenhagen · 
 Halle-Ingooigem · 
 GP Cerami · 
 Velothon Stuttgart · 
 Prueba Villafranca de Ordizia · 
 Rad am Ring · 
 Circuito de Getxo · 
 RideLondon Classic · 
 Polynormande · 
 Dwars door het Hageland · 
 Arnhem-Veenendaal Classic · 
 GP Jef Scherens · 
 GP Stad Zottegem · 
 Druivenkoers Overijse · 
 Schaal Sels · 
 Brussels Cycling Classic · 
 GP Fourmies · 
 Velothon Stockholm · 
 Ronde van de Doubs · 
 GP van Wallonië · 
 Coppa Bernocchi · 
 Coppa Agostoni · 
 Kampioenschap van Vlaanderen · 
 Grote Prijs Impanis-Van Petegem · 
 Memorial Marco Pantani · 
 GP van Isbergues · 
 GP Industria & Commercio di Prato · 
 Coppa Sabatini · 
 Ronde van Emilia · 
 Duo Normand · 
 GP Beghelli · 
 Ronde van de Drie Valleien · 
 Milaan-Turijn · 
 Ronde van Piemonte · 
 Ronde van de Vendée · 
 Ronde van het Münsterland · 
 Binche-Chimay-Binche · 
 Parijs-Bourges · 
 Parijs-Tours · 
 Nationale Sluitingsprijs